# Carta a Uma Nação Cristã
Carta a Uma Nação Cristã é um livro do escritor estadunidense Sam Harris, escrito em resposta às críticas que recebeu depois da publicação de seu primeiro livro, "The End of Faith" (em português: O Fim da Fé). O livro é escrito na forma de uma carta a um cristão dos Estados Unidos. Harris afirma que o seu objetivo é "demolir as pretensões intelectuais e morais do cristianismo, nas suas formas mais empenhadas". O livro foi lançado em Setembro de 2006 e em Outubro alcançou a 7ª posição na lista dos best-sellers do New York Times.

## Sinopse
Harris direciona os seus argumentos a membros do grupo conservador dos Estados Unidos chamado "Direita Cristã" ("Christian Right"). Em resposta à invocação da Bíblia por tal grupo para solucionar todas as questões de moralidade, ele chama a atenção para determinados itens do código moral do Antigo Testamento (morte por adultério, homossexualidade, desobediência aos pais etc), e contrasta este, por exemplo, com a total não-violência do Jainismo. Harris argumenta que a invocação do dogma bíblico pode criar uma falsa moralidade, divorciada da realidade, do sofrimento humano, e dos esforços para aliviá-lo; por isso, objecções religiosas assim são um obstáculo ao uso de preservativo, a pesquisas com células-tronco, ao aborto, ao uso de uma promissora nova vacina para o vírus do papiloma humano, etc.
Harris também enfrenta o problema do mal - a dificuldade em acreditar num bom Deus que permite catástrofes como o Furacão Katrina - e o conflito entre a religião e a ciência. Numa recente pesquisa de opinião do instituto Gallup, foi sugerido que 53% dos estadunidenses são criacionistas, e, portanto, Harris também tem a preocupação de argumentar pela evolução e contra o conceito de Design Inteligente (ou desenho inteligente).
| “ | Apesar de um século inteiro de investigações científicas profundas atestando a antiguidade da Terra, mais da metade de nossos vizinhos acreditam que todo o cosmo foi criado há seis mil anos. Isso é, aliás, cerca de mil anos após os sumérios terem inventado a cola. | ” |

Então, Harris amplia o seu argumento para considerar a diversidade de religiões no mundo e os seus antagonismos mútuos, chamando a atenção para o fato de que na base de muitos conflitos entre comunidades e etnias estão diferenças religiosas. Há aqueles que desejam o progresso através da tolerância religiosa, o respeito mútuo, bem como o diálogo entre as religiões, mas Harris expõe que isso só torna mais difícil criticar extremismos baseados em fé. Embora admitindo que as experiências espirituais possam ser valiosas e uma afirmação da vida, ele está preocupado que estas não devem ser ligadas a crenças religiosas. Ele admite que a religião pode ter tido algum propósito útil para a humanidade no passado, mas argumenta que ela é hoje o maior obstáculo para a construção de uma civilização global.